# Dortmundi repülőtér
A Dortmundi repülőtér (IATA: DTM, ICAO: EDLW) egy nemzetközi repülőtér Németországban, Dortmund közelében.

## Forgalom
Az utasforgalom az elmúlt években az alábbi módon változott:
| Utasok száma | 1 064 149 | 1 023 329 | 2 019 651 | 2 329 440 | 1 747 731 | 1 924 386 | 1 985 379 | 2 000 695 | 1 220 624 | 2 586 238 |
|              | 2001      | 2003      | 2006      | 2008      | 2010      | 2013      | 2015      | 2017      | 2020      | 2022      |

## Légitársaságok és úticélok
2024-ben a Dortmundi repülőtérről az alábbi járatok indulnak (Utoljára frissítve: 2024-11-2):
| Légitársaság     | Célállomások |
| ---------------- | --- |
| Condor           | Szezonális: Palma de Mallorca |
| Dan Air          | Bacău (kezdődik 2024 december 18-tól) |
| Eurowings        | München (vége 2025 március 31-től), Palma de Mallorca Szezonális: Alicante, Catania, Heraklion, Kavala, Málaga, Rhodes, Split, Thessaloniki |
| Pegasus Airlines | Istanbul–Sabiha Gökçen |
| Ryanair          | Katowice, London–Stansted, Palma de Mallorca, Porto, Thessaloniki Szezonális: Krakkó |
| SunExpress       | Izmir Szezonális: Antalya, Zonguldak |
| Trade Air        | Szezonális charter: Pristina |
| Wizz Air         | Banja Luka, Belgrád, Brașov, Bukarest–Otopeni, Budapest, Chișinău (kezdődik 2024 december 16-tól), Cluj-Napoca, Gdańsk, Iași, Katowice, Kutaisi, Ohrid, Podgorica, Pristina, Róma–Fiumicino, Sibiu, Skopje, Szófia, Suceava, Timișoara, Tirana, Tuzla, Varna, Vilnius, Yerevan |

## Statisztikák

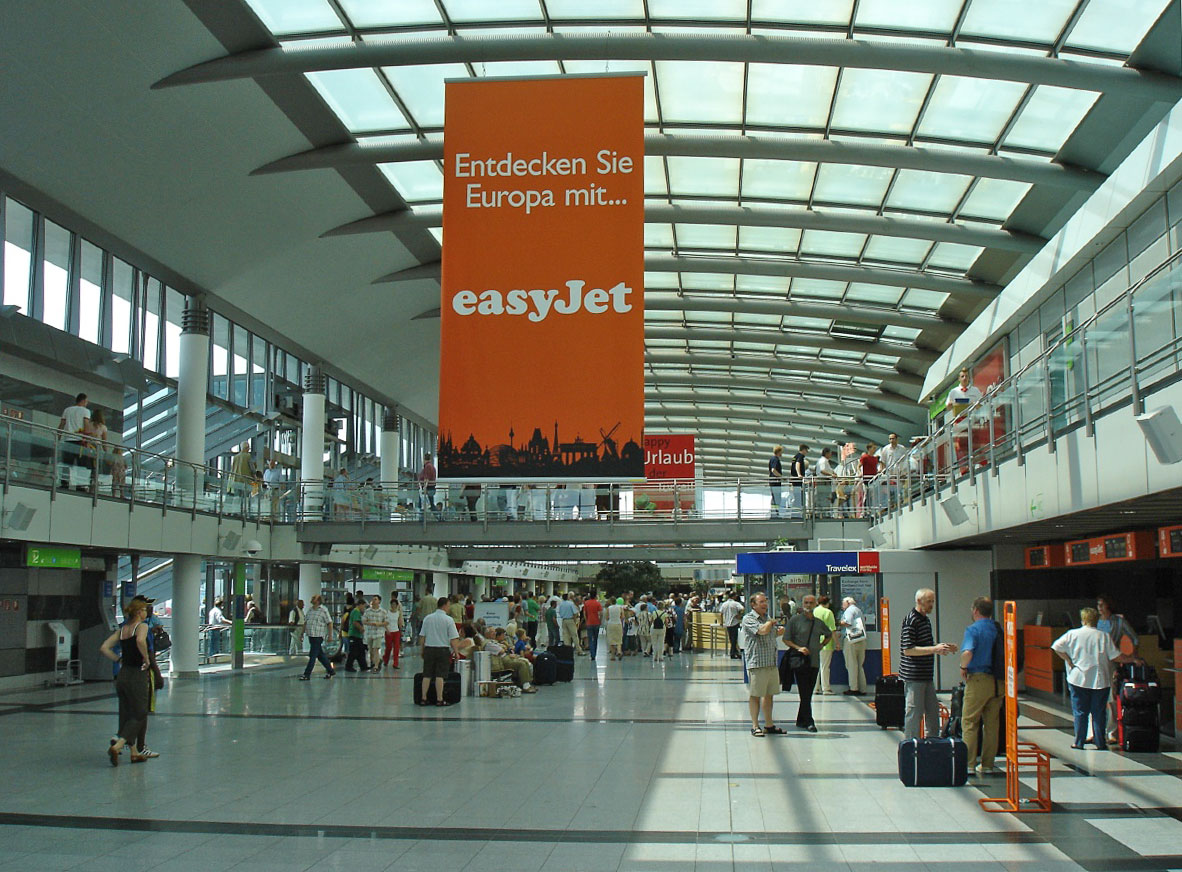

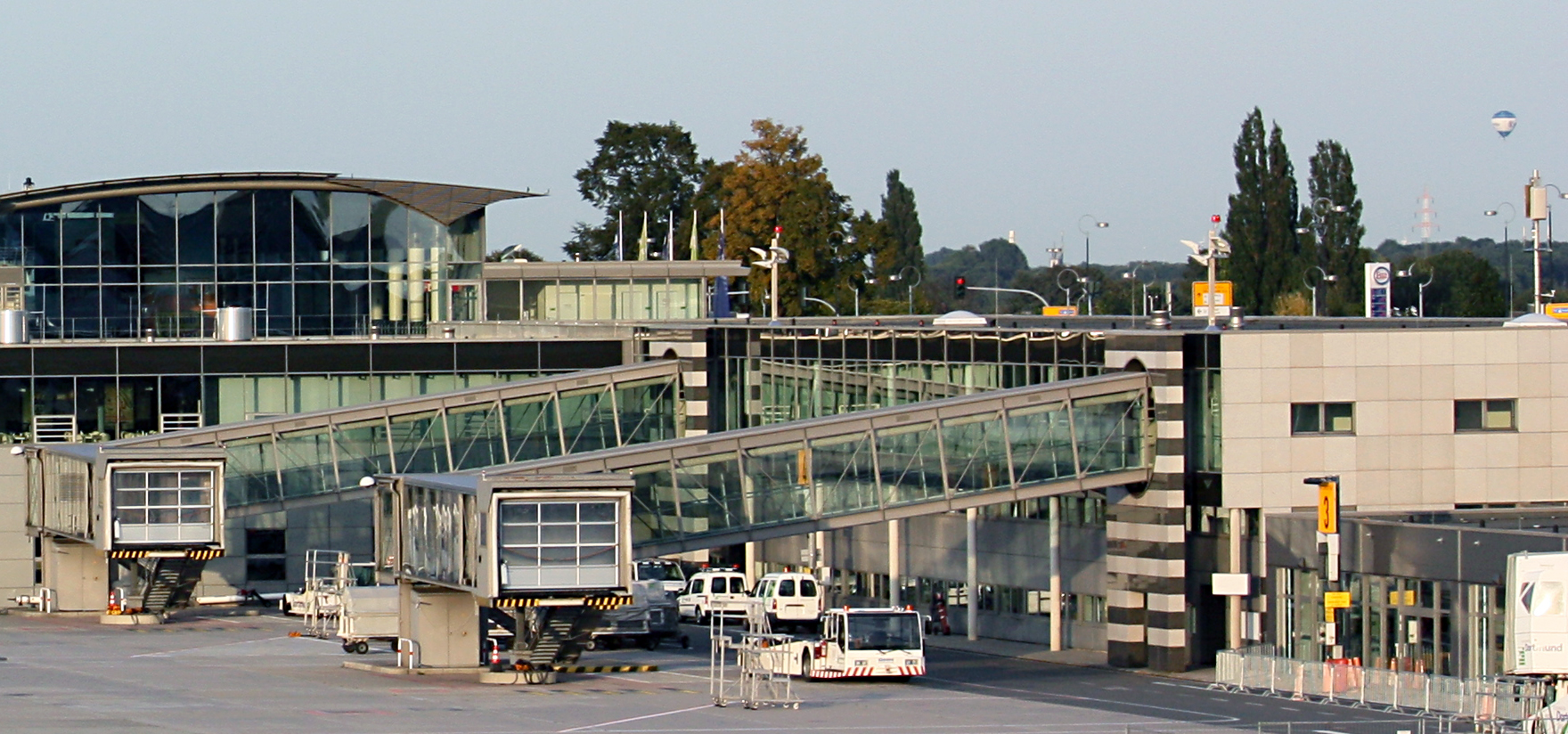

|                                         | Utasforgalom | Gépmozgás | Teherforgalom tonnában |
| --------------------------------------- | ------------ | --------- | ---------------------- |
| 2001                                    | 1 064 149    | 37 393    | 257                    |
| 2002                                    | 994 478      | 33 812    | 289                    |
| 2003                                    | 1 023 329    | 29 788    | 96                     |
| 2004                                    | 1 179 028    | 25 743    | 75                     |
| 2005                                    | 1 742 911    | 30 672    | 58                     |
| 2006                                    | 2 019 651    | 32 785    | 37                     |
| 2007                                    | 2 155 057    | 32 223    | 40                     |
| 2008                                    | 2 329 440    | 29 555    | 35                     |
| 2009                                    | 1 711 157    | 24 043    | 21                     |
| 2010                                    | 1 747 731    | 24 232    | 33                     |
| 2011                                    | 1 814 246    | 26 391    | 26                     |
| 2012                                    | 1 896 885    | 22 634    | 4                      |
| 2013                                    | 1 924 386    | 23 809    | 2                      |
| 2014                                    | 1 964 625    | 22 202    | 0                      |
| 2015                                    | 1 985 379    | 23 616    | 0                      |
| 2016                                    | 1 918 845    | 21 719    | 0                      |
| 2017                                    | 2 000 695    | 21 931    | 0                      |
| 2018                                    | 2 284 202    | 25 523    | 0                      |
| Forrás: ADV German Airports Association |              |           |                        |